# Kiluluoto
Kiluluoto är en ö i Finland. Den ligger i sjön Paro och i kommunen Jorois i den ekonomiska regionen  Pieksämäki ekonomiska region  och landskapet Södra Savolax, i den södra delen av landet, 270 km nordost om huvudstaden Helsingfors. Öns area är 0,3 hektar och dess största längd är 220 meter i sydöst-nordvästlig riktning.